# Gácsi Mihály
Gácsi Mihály (Budapest, 1926. augusztus 10. – Zalaegerszeg, 1987. február 5.) Munkácsy-díjas grafikus.

## Életpályája
Szabadiskolában tanult, majd 1949-től 1956-ig a Magyar Képzőművészeti Főiskola növendéke volt. Mesterei Domanovszky Endre, Hincz Gyula és Koffán Károly voltak.
1956-tól 1974-ig a Szolnoki művésztelep jelentős alkotója volt. 1974-től Hódmezővásárhelyen, majd 1976-tól haláláig Zalaegerszegen élt. A linóleummetszet és a rézkarc technikájának kiváló ismerője volt. Anekdotázó hangvételű karikaturisztikus ábrázolásmód alkotja jellegzetes kifejezésmódját. Kezdetben önironikus, kissé dekadens kifejezésű műveket készített.

## Stílusa
Formanyelve mindvégig azonos, kisarkított figurativitás, különös groteszk, torz formaképzés jellemzi. A művészettörténet grafikáiról ismeri Gácsi Mihályt. Folyóiratokba dolgozott, könyveket, kiadványokat, valamint meséket illusztrált. Mindezek mellett festett, utolsó éveiben inkább már csak azzal foglalkozott. (Tájképek, csendéletek). Grafikáinak legfontosabb jellemzői: a humor és irónia, alkotásai mégis inkább drámaiak. Félelem a szépség elmúlásától, félelem a gépies világtól, ezt fejezik ki pesszimista hangulatú képei.

## Egyéni kiállításai
- 1961 • Szigligeti Színház, Szolnok
- 1963 • Fiatal Művészek Klubja, Budapest
- 1965 • Fegyveres Erők Klubja, Szolnok • Déryné Művelődési Ház, Karcag
- 1967 • Dürer Terem, Budapest • Damjanich János Múzeum, Szolnok
- 1969 • Derkovits Terem, Budapest • Művészetbarátok Köre helyisége, Tokaj
- 1972 • Kisújszállás
- 1973 • Katona József Múzeum [Szabó Lászlóval], Kecskemét
- 1974 • Csók Galéria, Budapest
- 1975 • Kisfaludi Strobl Terem, Zalaegerszeg
- 1977 • Kisfaludi Strobl Terem, Zalaegerszeg • Egry J. Terem, Nagykanizsa
- 1979 • Vaszary J. Terem, Kaposvár
- 1980 • József Attila Könyvtár, Miskolc • Művelődési Ház [Németh Jánossal], Keszthely
- 1981 • Egry J. Terem, Nagykanizsa
- 1983 • Kisfaludi Strobl Terem, Zalaegerszeg
- 1984 • Kiskun Múzeum, Kiskunfélegyháza • Helytörténeti Múzeum [Fusz Györggyel], Marcali
- 1987 • Megyei Könyvtár, Zalaegerszeg
- 1989 • Városi Hangverseny- és Kiállítóterem, Zalaegerszeg • Dombóvári Galéria, Dombóvár

## Válogatott csoportos kiállításai
- Drezda, Szófia, Német Szövetségi Köztársaság
- 1957 • Tavaszi Tárlat, Műcsarnok, Budapest
- 1961-től • Országos Grafikai Biennálé, Miskolc
- 1968 • Nemzetközi Fametszet Biennálé, Banská Bystrica (SZL) • Mai Magyar Grafika, Magyar Nemzeti Galéria, Budapest • Stúdió '58-68, Műcsarnok, Budapest
- 1969 • Magyar művészet 1945-1969, Műcsarnok, Budapest
- 1970 • II. Grafikai Biennálé, Firenze
- 1971 • Magyar grafika Dürer emlékezetére…, Magyar Nemzeti Galéria, Budapest
- 1974 • III. Grafikai Triennálé, Tallinn (Szovjetunió)
- 1977, 1978 • A Szolnoki művésztelep Jubiláris Kiállítása, Damjanich János Múzeum, Szolnoki Galéria, Szolnok • Magyar Nemzeti Galéria, Budapest
- 1983 • A kibontakozás évei 1960 körül. A huszadik század magyar művészete, Csók Képtár • Székesfehérvár.

## Művei közgyűjteményekben
- Damjanich János Múzeum, Szolnok
- Göcsej Múzeum, Zalaegerszeg
- Szent István Király Múzeum, Székesfehérvár
- Magyar Nemzeti Galéria, Budapest.

## Díjai
- 1973: a Szolnok megyei Tanács  művészeti díja
- 1974: a Szakszervezetek Békés megyei Tanácsának különdíja, Munkácsy Mihály-díj
- 1975: Nyári Tárlat, fődíj, Szeged; Szabadkai Képzőművészeti Találkozó különdíja
- 1976: Alföldi Tárlat, Munkácsy-érem; Dél-alföldi Tárlat, Szentes Város Tanácsának Koszta-érme
- 1976: Nemzetközi Fametszet Biennálé, Besztercebánya, III. díj

## Külső hivatkozások
- Gácsi Mihály (fametszetek)
- Gácsi Mihály az artportal.hu-n